# Aparisthmium
Aparisthmium é um género botânico pertencente à família Euphorbiaceae.

## Espécies
- Aparisthmium cordatum
- Aparisthmium javense
- Aparisthmium spruceanum
- Aparisthmium sumatranum